# Ngiwal
Ngiwal è uno dei 16 stati in cui si divide Palau.

## Geografia fisica
I residenti sono maggiormente dei pescatori o lavoratori statali. Ci sono 3 piccoli negozi a conduzione familiare, una scuola elementare ed una biblioteca pubblica. La biblioteca ha una larga collezione di libri in inglese per bambini, una copia di tutti i libri disponibili a Palau ed un piccolo numero di libri in giapponese e spagnolo.
Il villaggio è conosciuto per le sue bellissime spiagge, sebbene da quando una strada pavimentata fu costruita troppo vicina alla Honeymoon Beach, la sabbia ha eroso considerevolmente.
Per raggiungere direttamente il villaggio di Ngiwal con la barca, lo si dovrebbe raggiungere con l'alta marea. C'è un altro bacino per arrivare a qualsiasi livello della marea, ma è localizzato a pochi chilometri a sud del villaggio.

## Storia
Secondo la leggenda palauana, la più bella donna venne da Ngiwal. Il suo nome fu Surech, e quando il capo sentì parlare della sua bellezza, lui chiese di vedere la sua faccia. Impaurita che il capo volesse sposarla, lei chiese al suo ragazzo di tagliarle la testa ed inviarla in una cesta al capo e lui accettò.